# Nagyfogú borznyest
A nagyfogú borznyest vagy indiai borznyest (Melogale personata) a ragadozók (Carnivora) rendjén belül a  menyétfélék (Mustelidae) családjába tartozó faj.

## Alfajai
- Melogale personata personata - India északkeleti államai, Banglades, Mianmar és Thaiföld
- Melogale personata nipalensis - Nepál
- Melogale personata laotum - Kína déli része, Laosz, Vietnám és Kambodzsa

## Előfordulása
Nepálban, Indiában, Vietnámban, Thaiföldön, Kambodzsában és Laoszban honos.

## Megjelenése
Bundája szürke színű.

## Életmódja
Mindenevő. Fő táplálékai rovarok, rágcsálók, kétéltűek, csigák és gyümölcsök.

## Külső hivatkozások
- A faj szerepel a Természetvédelmi Világszövetség Vörös Listáján. IUCN. (Hozzáférés: 2009. szeptember 21.)